# Tong (vis)
De tong (Solea solea) is een bruin gevlekte platvis uit de familie van de Soleidae (tongen).

## Kenmerken
De tong dankt zijn naam aan de ovale vorm. Zijn kleine oogjes staan dicht bij elkaar aan de rechterzijde van het lichaam. Dat geeft de vis de mogelijkheid om half ingegraven in het zand op een voorbij zwemmende prooi te loeren. De tong wordt, net als alle andere platvissen, geboren als een 'gewone' vis met een oog aan beide zijden van het lichaam. De jonge tong ondergaat echter al snel – als hij net iets groter is dan 1 cm – een metamorfose tot platvis. Een tong kan maximaal ongeveer 70 cm lang worden.
Behalve aan de typerende lichaamsvorm kan de tong ook gemakkelijk herkend worden aan de tastdraadjes die zich onder aan de bek bevinden. De tastdraadjes worden gebruikt voor het opzoeken van voedsel: vooral wormen, maar ook kreeftachtigen en schaaldieren, die op de geur worden gelokaliseerd.

## Sliptong
Tot in de jaren negentig werd ondermaatse tong dikwijls foutief aangeduid als slibtong, omdat deze zich voornamelijk in het slib zou verschuilen.
Later is men de kleinste tong taalkundig correct gaan schrijven als "sliptong". 'Slip' is etymologisch verwant met de werkwoorden slippen of slepen. Een sliptong is zo klein dat hij gemakkelijk door de mazen van het net slipt; sliptongen worden gevangen met een sleepnet.

## Status
In de Noordzee is de tong niet meer overbevist omdat deze zich inmiddels boven het biologisch veilige niveau bevindt, aldus de biologen van The International Council for the Exploration of the Seas in hun advies van 2009, dat de Europese visserijministers adviseert bij het vaststellen van de quota voor de Noordzeevissers.
In een in 2021 gepubliceerd onderzoek wordt het effect van toekomstige klimaatverandering op de Nederlandse tongen populatie gemodelleerd. Hieruit blijkt dat door opwarming van het zeewater de biomassa toeneemt, maar het aantal tongen neemt af. Wat het effect hiervan is op de populatie tongen in zijn geheel moet echter nog onderzocht worden.

## Verspreiding en leefgebied
Tong heeft een voorkeur voor relatief ondiep water met een zand- of modderbodem. De tong komt voor in de kustwateren van de oostelijke Atlantische Oceaan van Zuid-Noorwegen tot aan Senegal en vrijwel de gehele Middellandse Zee. In de winter trekt de tong zich terug naar het iets warmere water in de zuidelijke Noordzee.

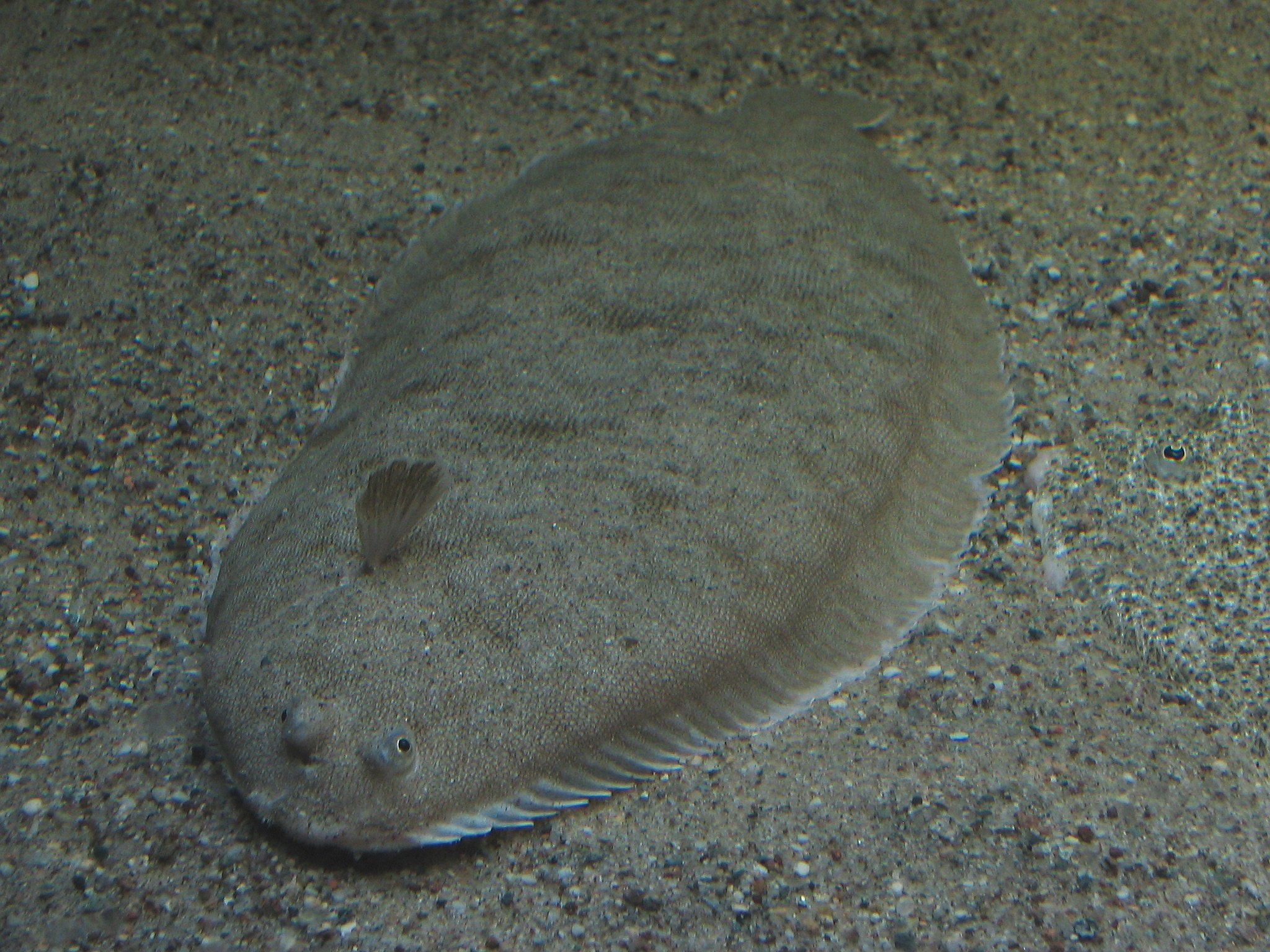
Tong
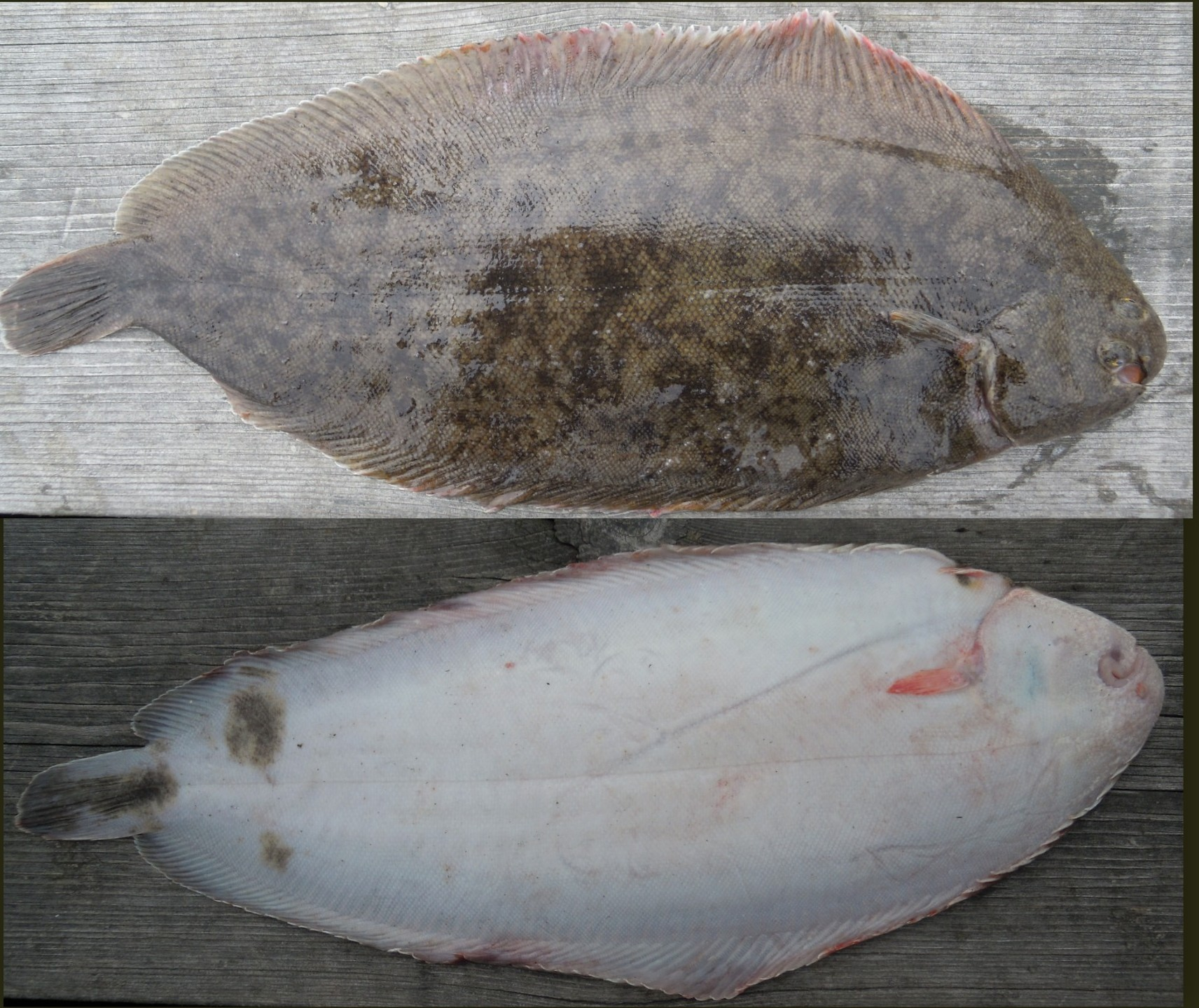
Boven- en onderzijde
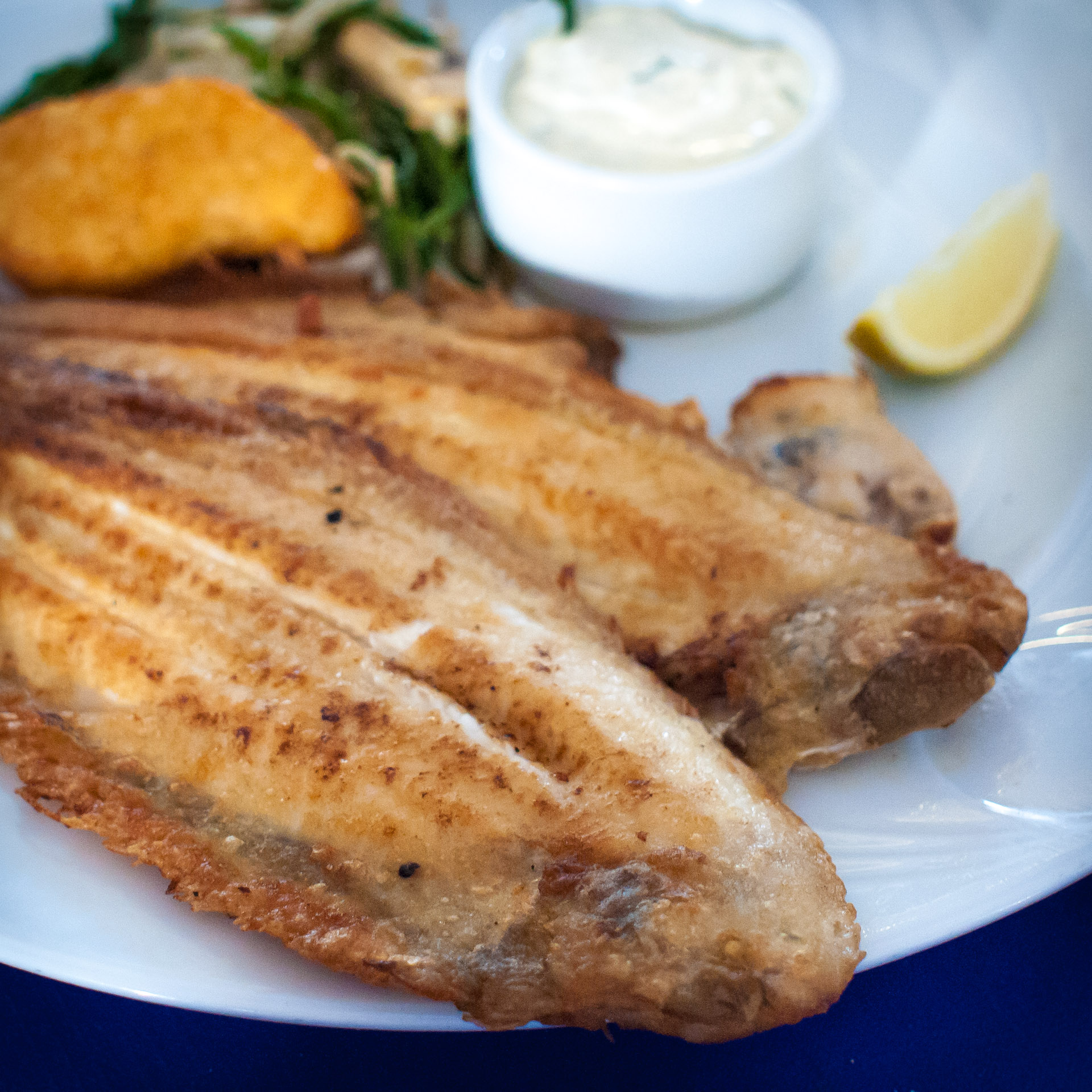
Gebakken sliptong